# Sandra Di Rocco
Sandra Di Rocco (1967) é uma matemática italiana especializada em geometria algébrica. Trabalha na Suécia como professora de matemática e chefe da faculdade de ciências da engenharia no Instituto Real de Tecnologia, e preside o Grupo de Atividades em Geometria Algébrica da Society for Industrial and Applied Mathematics.

## Formação
Di Rocco obteve o diploma na Università degli Studi dell'Aquila em 1992, e completou um doutorado em matemática em 1996 na Universidade de Notre Dame nos Estados Unidos, orientada por Andrew John Sommese.

## Carreira
Após pesquisa de pós-doutorado no Instituto Mittag-Leffler na Suécia e no Instituto Max Planck de Matemática na Alemanha, e curtas passagens como professora assistente na Universidade Yale e na Universidade de Minnesota, Di Rocco tornou-se professora associada do Instituto Real de Tecnologia em 2003. Foi nomeado professora titular em 2010, e atuou como chefe de departamento de 2012 a 2019 e tornou-se decana em 2020.